# Bessvatnet
Der Bessvatnet ist ein See in der Kommune Vågå, Fylke Innlandet in Norwegen. Er liegt auf einer Höhe von 1.373 Meter.

## Lage
Er befindet sich am südlichen Ausläufer des Besseggen im Jotunheimen-Bergland. Auf der anderen Seite des Besseggen-Grates liegt 389 Höhenmeter tiefer der Gjende-See. Vom östlichen Ufer sind es zur Riksvei 51 etwa 5 km.

## Name
Der Name Bessvatnet meint auf Norwegisch „Bärensee“ (altnorwegisch: bersi „Bär“ und vatn „Wasser, See“) und leitet sich vom Bessa-Fluss ab, der aus dem See austritt und drei Kilometer weiter bei Bessheim in den Sjoa mündet.

## Beschaffenheit
Der See ist etwa 6 km lang und bis zu einem Kilometer breit. Er erstreckt sich halbmondförmig von Osten nach Südwesten. Das Wasser des Bessvatnet erscheint blau und ist zum Teil bis in den Sommer vereist. Die schmale nur etwa 50 m breite Landverbindung, der steil abfallende Grat zwischen den beiden Seen Gjende und Bessvatnet nennt sich Bandet und war Planungsgegenstand der Wasserenergieindustrie, die das Gefälle zur Stromerzeugung nutzen wollte.